# カイラーテ
カイラーテ（伊: Cairate）は、イタリア共和国ロンバルディア州ヴァレーゼ県にある、人口約7,700人の基礎自治体（コムーネ）。

## 地理

### 位置・広がり

#### 隣接コムーネ
隣接するコムーネは以下の通り。括弧内のCOはコモ県所属を示す。
- カルナーゴ
- カッサーノ・マニャーゴ
- カステルセプリオ
- ファニャーノ・オローナ
- ロカーテ・ヴァレジーノ (CO)
- ロナーテ・チェッピーノ
- トラダーテ

### 地震分類
イタリアの地震リスク階級 (it) では、4 に分類される
。